# Max Eastman

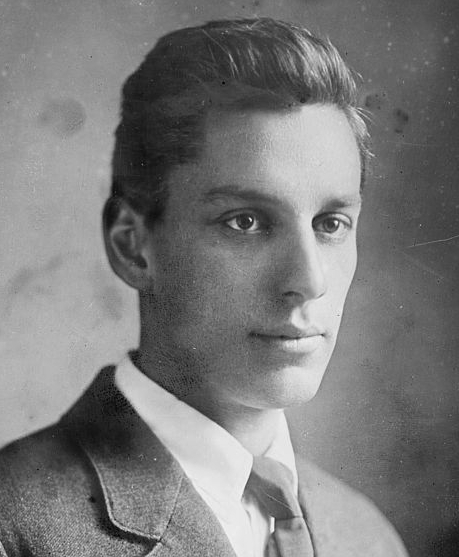
Max Eastman

Max Forrester Eastman (* 4. Januar 1883 in Canandaigua, N.Y; † 25. März 1969 in Bridgetown auf Barbados) war ein US-amerikanischer Schriftsteller.

## Leben
Eastman besuchte bis 1905 das Williams College und ging zwei Jahre später an die Columbia University und arbeitete dort bis 1911 als Assistent für Philosophie und Psychologie. Mit seiner Schwester Crystal Eastman lebte er in Greenwich Village. Er half 1910 bei der Gründung der Vereinigung Men’s League for Women’s Suffrage.
Eastman wurde zur Schlüsselfigur in der linken Gemeinschaft von Greenwich Village.
1913 veröffentlichte er die Untersuchung Enjoyment of Poetry. Im selben Jahr wurde er Autor für die Zeitschrift The Masses, die sozialistische Philosophie und Kunst thematisierte.
1918 fiel The Masses unter den 1917 vom Kongress verabschiedeten Espionage Act. Eastman selbst wurde zweimal angeklagt, aber beide Male freigesprochen. Er und seine Schwester gründeten 1919 die Zeitschrift The Liberator, die nach finanziellen Problemen 1924 von der kommunistischen Partei der USA übernommen wurde. Eastman arbeitete danach nicht mehr für das Blatt.
Eastman begab sich 1923 auf eine einjährige Reise in die Sowjetunion, um dort zu erkunden, wie der Marxismus in die Praxis umgesetzt würde. Er erlebte dort den Beginn der Machtkämpfe, die im Stalinismus gipfelten. Nach seiner Rückkehr schrieb er mehrere Essays, die das System der Sowjetunion kritisierten.
Trotz dieser Kritik hielt er an seinen linken Ideen fest. In der Sowjetunion hatte er eine Freundschaft zu Leo Trotzki aufgebaut. Während Trotzkis Exil in Mexiko übersetzte Eastman viele von dessen Werken ins Englische. 1938 kritisierte Trotzki Eastman in dem Werk Ihre Moral und Unsere.
Während der 1930er Jahre schrieb er kritische Werke zu Themen der Literatur und sorgte für die Fertigstellung und Veröffentlichung des Dokumentarfilms From Tsar to Lenin, in dem er die Rolle des Sprechers übernahm. Er war mit Elena Krylenko, der Schwester des sowjetischen Volkskommissars für Justiz, Nikolai Wassiljewitsch Krylenko, verheiratet.
1941 gab Eastman seine früheren kommunistischen und sozialistischen Ideen auf. Er war in diesem Jahr beim Reader’s Digest angestellt worden und verblieb den Rest seines Lebens in dieser Stellung. Er schrieb kritische Artikel über den Sozialismus und den Kommunismus und unterstützte aktiv Joseph McCarthy. Später veröffentlichte er eine Anzahl autobiographischer Werke.

## Werke
- Enjoyment of Poetry, 1913
- Child of the Amazons, 1913
- Journalism Versus Art, 1916
- Color of Life, 1918
- The Sense of Humor, 1921
- Leon Trotsky: The Portrait of a Youth, 1925
- Since Lenin Died, 1925
- Marx and Lenin: The Science of Revolution, 1926
- The Literary Mind: Its Place in an Age of Science, 1931
- Artists in Uniform, 1934
- Art and the Life of Action, 1934
- Enjoyment of Laughter, 1936
- Stalin’s Russia and the Crisis in Socialism, 1939
- Marxism: Is It a Science?, 1940
- Heroes I Have Known, 1942
- Enjoyment of Living, 1948
- Reflections on the Failure of Socialism, 1955
- Great Companions: Critical Memoirs of Some Famous Friends, 1959
- Love and Revolution: My Journey Through an Epoch, 1965
- Seven Kinds of Goodness, 1967